# FK Balkany Zorja
Futbolnyj klub Balkany Zorja (ukrajinsky: Футбольний клуб «Балкани» Зоря) je ukrajinský fotbalový klub sídlící ve vesnici Zorja v Saratském rajónu. Klub byl založen v roce 2007.
Své domácí zápasy odehrává na stadionu B. J. Tropancja s kapacitou 1 600 diváků.

## Historické názvy
Zdroj: 
- 2007 – FK Zorja (Futbolnyj klub Zorja)
- 2007 – FK Balkany Zorja (Futbolnyj klub Balkany Zorja)

## Umístění v jednotlivých sezonách
Zdroj: 
Legenda: Z - zápasy, V - výhry, R - remízy, P - porážky, VG - vstřelené góly, OG - obdržené góly, +/- - rozdíl skóre, B - body, červené podbarvení - sestup, zelené podbarvení - postup, fialové podbarvení - reorganizace, změna skupiny či soutěže
| Ukrajina (2014 – ) |               |        |    |   |   |   |    |    |     |    |        |
| Sezóny             | Liga          | Úroveň | Z  | V | R | P | VG | OG | +/- | B  | Pozice |
| 2014               | AAFU – sk. IV | 4      | 8  | 4 | 1 | 3 | 14 | 9  | +5  | 13 | 1.     |
| 2015               | AAFU – sk. IV | 4      | 6  | 4 | 2 | 0 | 11 | 6  | +5  | 14 | 1.     |
| 2016               | AAFU – sk. VI | 4      | 6  | 5 | 0 | 1 | 19 | 6  | +13 | 15 | 1.     |
| 2016/17            | Druha liha    | 3      | 34 |   |   |   |    |    |     |    |        |